# Eschilo
(Eschilo, Agamennone, 160)
Eschilo, figlio di Euforione del demo di Eleusi (in greco antico: Αἰσχύλος?, Aiskhýlos, pronuncia: [ai̯s.kʰý.los]; Eleusi, 525 a.C. – Gela, 456 a.C.), è stato un drammaturgo greco antico.
Viene unanimemente considerato l'iniziatore della tragedia greca nella sua forma matura. È il primo dei poeti tragici dell'antica Grecia di cui ci siano pervenute opere per intero, seguito da Sofocle ed Euripide.

## Biografia

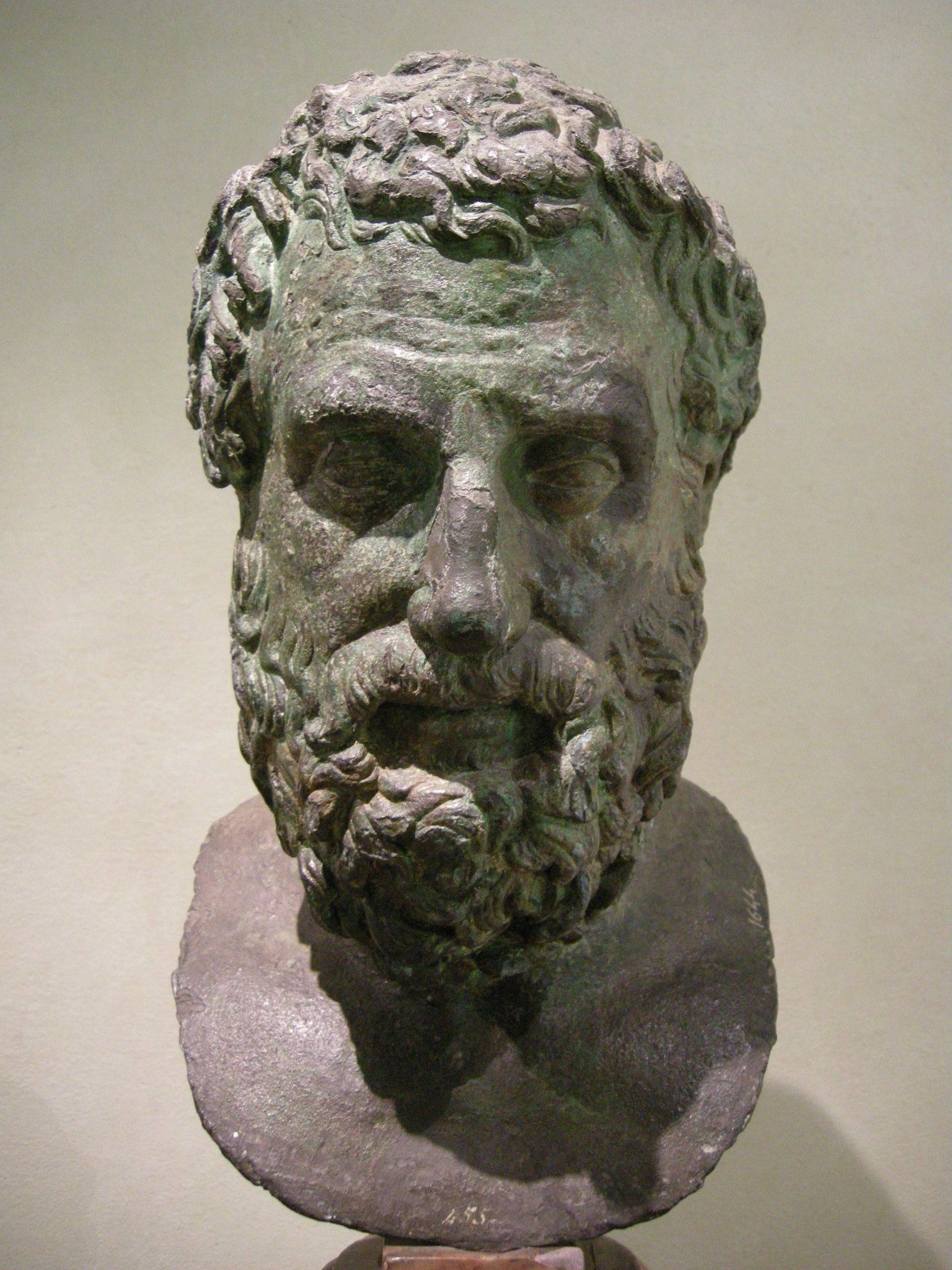
Bronzo rinascimentale di Eschilo, al Museo archeologico nazionale di Firenze

### La giovinezza e l'impegno militare
Nato a Eleusi, intorno al 525 a.C., figlio di Euforione, di famiglia nobile, fu testimone in prima persona di molti momenti chiave della storia di Atene, tra cui della fine della tirannia dei Pisistratidi ad Atene, nel 510 a.C.
Combatté in prima persona contro i persiani a Maratona (490 a.C.), dove suo fratello Cinegiro cadde in battaglia mentre rincorreva i nemici, a Salamina (480 a.C.), e a Platea (479 a.C.).
A proposito della battaglia navale di Salamina, di cui il poeta dà un ampio e noto resoconto ne I Persiani,  è interessante notare come la tradizione assegni lo stesso giorno, sulla stessa isola, alla nascita di Euripide. Nello stesso periodo, si dice, il giovane Sofocle intonava i primi peana.

### L'incontro con Ierone
Nel 472 a.C., dopo il debutto dei Persiani, Eschilo venne invitato a Siracusa presso la corte del tiranno Ierone, già meta di altri illustri lirici greci (come Pindaro e Simonide) a rappresentare nuovamente la sua ultima tragedia. Eschilo porterà per primo a Siracusa il nuovo linguaggio della tragedia.
Durante il soggiorno siracusano, il poeta comporrà Le etnee, una tragedia dedicata alla rifondazione di Katane come Aitna.

### Il ritorno ad Atene e l'Orestea
In seguito tornò ad Atene, dove rappresentò l'Orestea.
Eschilo fu forse iniziato ai misteri eleusini, come farebbe intendere Aristofane ne Le rane, e secondo alcune leggende sarebbe stato persino processato per empietà.

### Il misterioso trasferimento in Sicilia e la morte
Per motivi ancora oggi sconosciuti e su cui la tradizione antica ha avanzato ipotesi molto fantasiose e infondate, Eschilo si trasferì misteriosamente a Gela.
Morirà ivi nel 456 a.C.; secondo Valerio Massimo sarebbe morto per colpa di un gipeto, che avrebbe lasciato cadere, per spezzarla, una tartaruga sulla sua testa, scambiandola, data la calvizie, per una pietra. Sul suo epitaffio, tradizionalmente dettato dal tragediografo e contenuto all'interno dell'opera anonima Vita di Eschilo, non furono ricordate le vittorie e i meriti in ambito teatrale, ma i meriti come combattente a Maratona.
     μνῆμα καταφθίμενον πυροφόροιο Γέλας·

ἀλκὴν δ' εὐδόκιμον Μαραθώνιον ἄλσος ἂν εἴποι

     καὶ βαθυχαιτήεις Μῆδος ἐπιστάμενος»
d'Atene figlio, padre fu Euforione:

vittima di Gela dalle ricche messi.

Il suo valor potrebber ben ridirlo

di Maratona il piano e il Medo chiomato.»
(Anthologiae Graecae Appendix, vol. 3, p. 17)
Dopo la sua morte ricevette dai suoi contemporanei molti riconoscimenti, il più grande dei quali fu la rappresentazione postuma delle sue tragedie, all'epoca segno di eccezionale onore.

### Il teatro e la tradizione familiare
La famiglia di Eschilo fu fortemente connessa con il teatro e la drammaturgia: la τέχνη  (téchne), arte e professione insieme, vi si era tramandata di padre in figlio.
Eschilo fu padre di Euforione, anch'egli tragediografo, ma alla tradizione sono noti altresì i nomi dei fratelli e della sorella di Eschilo stesso, e di altri discendenti connessi con l'attività teatrale: da un lato, l'eroe e comandante di trireme 'Ἀμεινίας (Ameinìas, Aminias); e quel Cinègiro (Κυναίγειρος: Kynàigeiros), che si era distinto nella battaglia di Maratona; dalla sorella Φιλοπαθώ (Philopathò) sarebbe nato il poeta tragico Φιλοκλῆς (Filocle) contemporaneo di Sofocle; da Filocle, Μόρσιμος (Morsimo), anch'egli drammaturgo, e da questi Astydamas e l'omonimo figlio, entrambi drammaturghi.

## Tragedie

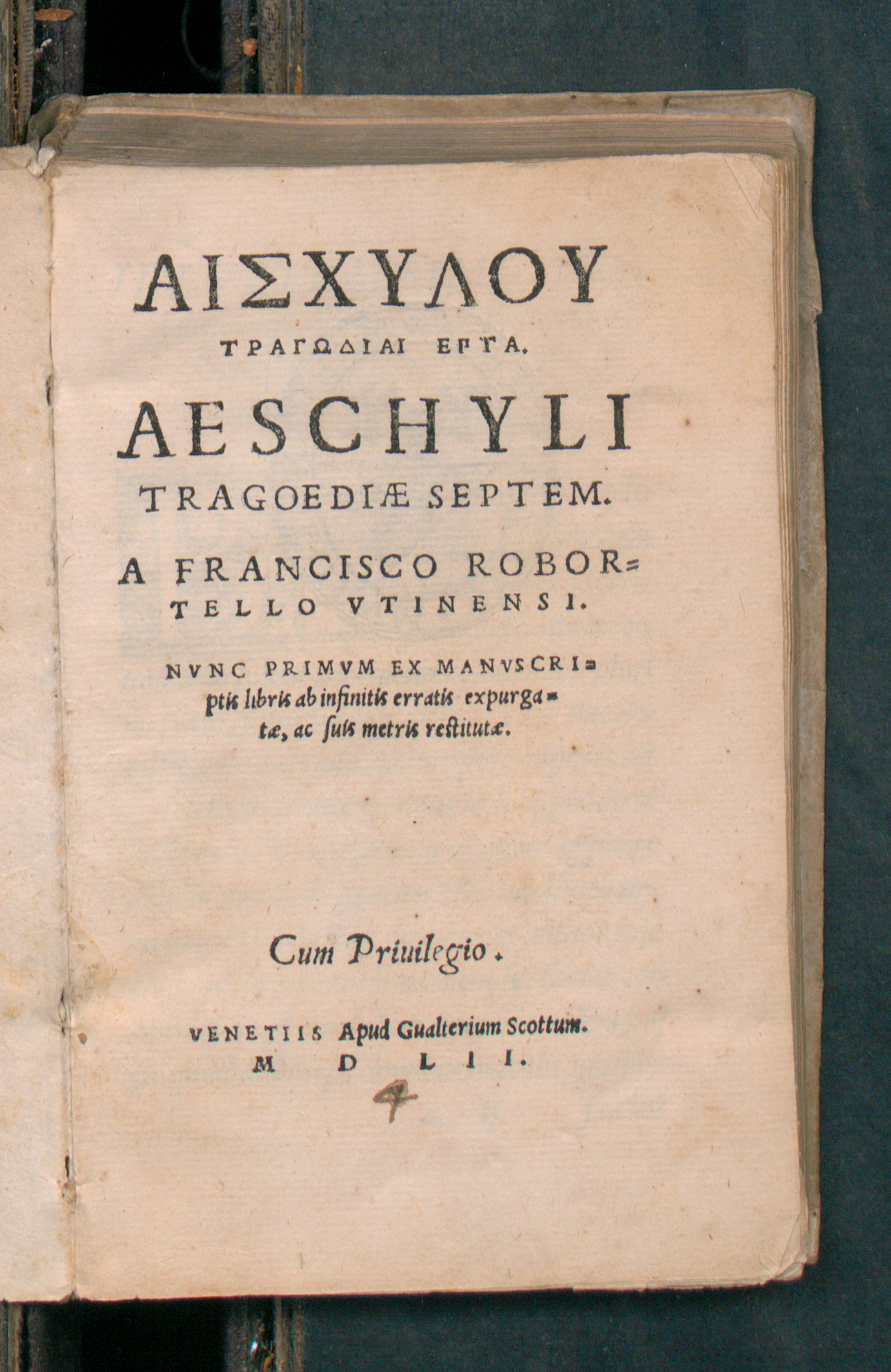
Tragoediae septem, 1552

Eschilo scrisse probabilmente una novantina di opere, ma ne sono giunte ai giorni nostri solo sette: I Persiani (rappresentata nel 472 a.C.); I sette contro Tebe (rappresentata nel 467 a.C.); Le supplici (rappresentata nel 463 a.C.); Prometeo incatenato (rappresentata tra il 470 e il 460 a.C.); Orestea (rappresentata nel 458 a.C.), trilogia che comprende le tragedie Agamennone, Coefore ed Eumenidi.
I 73 titoli attribuiti a Eschilo si trovano nel cosiddetto Catalogo, contenente la lista dei drammi del tragico greco, che fa parte del manoscritto Mediceo (siglato M).
Di altre opere (tragedie e drammi satireschi) si conosce l'esistenza dai riferimenti presenti in altri autori o attraverso papiri. Tra le meglio documentate, Gli spettatori o atleti ai giochi istmici (Θεωροί 'η Ίσθμιασταί), Prometeo portatore del fuoco (Προμηθεύς Πυρκαεύς) e Prometeo liberato, Niobe, Mirmidoni, Gli Edoni.
Comunque, tra citazioni ed elenchi, è possibile ricostruire un elenco di 88 opere: 73 trasmesse dal catalogo, 10 testimoniate dagli autori antichi e 5 dedotte dagli interpreti moderni.

### Persiani
La scena è ambientata a Susa, capitale dell'impero persiano. Entra subito in scena il coro composto da anziani persiani (i giovani erano impegnati a combattere a Salamina); tuttavia però la narrazione delle vicende è frastornata da strani presagi che si abbattono sulla reggia imperiale di Persia.
Entra in scena la protagonista Atossa, la quale invoca l'ombra del suo defunto marito, il quale una volta apparso pronuncia una severissima condanna contro loro figlio Serse, accusandolo di superbia. In seguito entra un messaggero che riferisce il terribile esito e annientamento della flotta Persiana, avvenuto nello stretto braccio di mare antistante Salamina.
La tragedia si conclude con l'ingresso di Serse, accolto in maniera lamentosa dal coro, il quale si presenta vivo e umiliato.

### Sette contro Tebe
Nel dramma avviene alla maledizione di Edipo scagliata sui suoi figli Eteocle e Polinice.
La tragedia si apre con l'ingresso di Eteocle, il quale si trova alle calcagne l'esercito guidato da suo fratello in procinto a condurre l'assalto finale. A questo punto giungono alcune donne tebane, che manifestano il loro terrore per il pericolo incombente, al termine del quale arriva il messaggero. Questi informa che sei delle sette porte di Tebe hanno tenuto, dunque l'attacco è stato respinto; tuttavia nella settima porta però i due fratelli Eteocle e Polinice si sono massacrati reciprocamente. Di fronte a questa notizia, la felicità per la battaglia vinta passa in secondo piano: vengono portati in scena i cadaveri dei due fratelli, e il coro piange la loro triste sorte.

### Supplici
La tragedia tratta la crisi dinastica dei due fratelli Danao ed Egitto, che condividevano la sovranità sul regno d'Egitto. Il primo aveva avuto cinquanta figlie, il secondo altrettanti figli.
La tragedia prende avvio quando le Danaidi, appena sbarcate in terra greca, vengono esortate da Danao a raggiungere il recinto sacro, dove i supplici hanno per antica consuetudine un diritto di asilo inviolabile. Esse raccontano la loro storia a Pelasgo, re di Argo, ma quest'ultimo è restio ad aiutarle, per il timore di una guerra contro l'Egitto. Le donne si affidano nelle loro invocazioni a Zeus protettore dei supplici, la cui ira è temuta da Pelasgo; d'altra parte esse, non volendosi sposare, sembrano violare una legge di natura. Infine il re promette di portare la questione di fronte all'assemblea cittadina; dal canto loro, le Danaidi affermano che, se non verranno accolte, si impiccheranno nel recinto sacro.
Pelasgo dunque si reca con Danao all'assemblea, e poco dopo torna con buone notizie: si è deciso di accogliere la supplica delle ragazze. Queste allora intonano un canto di gratitudine, ma ben presto arriva un'amara sorpresa: gli Egizi sono appena sbarcati presso Argo, e vogliono rapire le Danaidi. Arriva l'araldo egizio con i suoi armigeri per portarle via, ma l'intervento di Pelasgo glielo impedisce. L'araldo se ne va urlando minacce: la guerra tra Argo e l'Egitto è ormai inevitabile. Le Danaidi vengono allora accompagnate da Danao e da alcune ancelle dentro le mura della città.

### Prometeo incatenato
La scena si apre in Scizia, fra aspri monti e lande desolate. Efesto, il Potere (Κράτος) e la Forza (o Violenza, Βία) hanno catturato il titano Prometeo e lo hanno incatenato ad una rupe. Zeus lo punisce perché ha donato il fuoco agli uomini, ribellandosi al suo volere; egli ha dato inoltre agli uomini la speranza, il pensiero e la coscienza, la scrittura, la memoria, la medicina, ma anche la capacità di interpretare il volere degli dèi e il futuro.
Il titano viene quindi raggiunto da vari personaggi, che tentano di portargli conforto e consiglio: le Oceanine, Oceano ed Io, amata da Zeus e per questo odiata da Era, a cui Prometeo predice il suo destino, ma anche il tortuoso futuro che Zeus ha dinanzi a sé.
Egli annuncia  che uno dei discendenti del nuovo re degli dei riuscirà a liberarlo dalla punizione divina. Prometeo ha però una via di fuga dall'angosciosa situazione in cui si trova, perché egli conosce un segreto che potrebbe causare la disfatta del potere olimpico retto da Zeus. La minaccia consiste nel frutto della relazione fra Zeus e Teti, che potrebbe generare un figlio in grado di sbaragliare il padre degli dèi. Zeus invia il dio Ermes per estorcere il segreto a Prometeo, ma egli non cede e per questo viene scagliato, insieme alla rupe a cui è incatenato, in un burrone senza fondo.

### Orestea
L'Orestea è una trilogia formata dalle tragedie Agamennone, Le Coefore, Le Eumenidi e seguita dal dramma satiresco Proteo, oggi perduto. Delle trilogie di tutto il teatro greco classico, è l'unica che sia sopravvissuta per intero.
Le tragedie che la compongono rappresentano un'unica storia suddivisa in tre episodi, le cui radici affondano nella tradizione mitica dell'antica Grecia: l'assassinio di Agamennone da parte della moglie Clitennestra, la vendetta del loro figlio Oreste che uccide la madre, la persecuzione del matricida da parte delle Erinni e la sua assoluzione finale ad opera del tribunale dell'Areopago.

## Il mondo poetico e concettuale di Eschilo

### Le innovazioni tecniche e stilistiche
Eschilo viene considerato il vero padre della tragedia antica: infatti, a lui viene attribuita l'introduzione di maschera e coturni ed è con lui che prende l'avvio la trilogia, o "trilogia legata". Le tre opere tragiche presentate durante l'agone erano appunto "legate" dal punto di vista contenutistico: nell'Orestea (unica trilogia pervenutaci per intero), ad esempio, viene messa in scena la saga degli Atridi, dall'uccisione di Agamennone alla liberazione finale del matricida Oreste.
Introducendo un secondo attore (precedentemente, infatti, sulla scena compariva un solo attore alla volta, come ci testimonia Aristotele), rese possibile la drammatizzazione di un conflitto. Da questo momento fu infatti possibile esprimere la narrazione tramite dialoghi, oltre che monologhi, aumentando il coinvolgimento emotivo del pubblico e la complessità espressiva.
Da notare anche la progressiva riduzione dell'importanza del coro, che prima rappresentava una continua controparte all'attore. Per esempio, in una delle tragedie più antiche che ci siano pervenute, Le supplici, il coro ha ancora una parte preponderante. Nonostante la presenza dei due attori (uno dei quali interpreta in successione due personaggi), l'impianto è ancora quello di un inno sacro, scarno di elementi teatrali.
Facendo un confronto con la più tarda Orestea, notiamo un'evoluzione e un arricchimento degli elementi propri del dramma tragico: dialoghi, contrasti, effetti teatrali. Questo si deve anche alla competizione che il vecchio Eschilo dovette sostenere nelle gare drammatiche: c'era un giovane rivale, Sofocle, che gli contendeva la popolarità, grazie anche a innovazioni come l'introduzione di un terzo attore, trame più complesse, personaggi più umani nei quali il pubblico può identificarsi.
Tuttavia, anche accettando in parte, e con riluttanza, le nuove innovazioni (tre personaggi compaiono contemporaneamente solo nelle Coefore, e il terzo parla solo per tre versi), Eschilo rimane sempre fedele ad un estremo rigore, alla religiosità quasi monoteistica (Zeus, nelle opere di Eschilo, è rappresentato talvolta come un tiranno, talvolta come un dio onnipotente).
In tutte le sue tragedie, lo stile è potente, pieno di immagini suggestive, adatto alla declamazione. Nonostante i personaggi di Eschilo non siano sempre unicamente eroi, quasi tutti hanno caratteristiche superiori all'umano e, se ci sono elementi reali, questi non sono mai rappresentati nella loro quotidianità, ma in una suprema sublimazione: il suo stile, infatti, risulta ricco di espressioni retoriche, neoformazioni linguistiche (fra cui anche hapax) e arcaismi molto ricercati.

### L'uomo, la colpa, la punizione
Nella sua produzione tragica, Eschilo riflette la realtà circostante: ne I Persiani e ne I sette contro Tebe si ritrova il resoconto delle battaglie di Salamina, con una difesa della politica marittima di Temistocle, riferimenti dovuti molto alla sua esperienza nelle guerre persiane. Fu anche il solo testimone tra i grandi poeti greci classici dello sviluppo della democrazia ateniese: infatti, Le supplici contiene il primo riferimento ad una forma di governo definita come «potere del popolo». Nelle Eumenidi, inoltre, la rappresentazione della creazione dell'areopago, tribunale incaricato di giudicare gli omicidi, sembra un implicito sostegno alla riforma di Efialte, che nel 462 a.C. trasferì i poteri politici dall'areopago al consiglio dei Cinquecento. Inoltre le sue tragedie affrontano temi come il diritto d'asilo o la nascita dello Stato dalle lotte di famiglia.
Al centro del teatro di Eschilo è, comunque, il problema dell'azione e della colpa, della responsabilità e del castigo. Eschilo si chiede perché l'uomo soffra, da dove provenga agli uomini il dolore. Viene solo dalla loro condizione di mortali, come affermavano i poeti arcaici, o da un errore originario, scontato dall'intera umanità, come è l'errore di Prometeo in Esiodo? Oppure all'interno della condizione umana esiste anche la responsabilità del singolo individuo? Tutta la sua tragedia è una tensione alla ricerca di una risposta che arriverà a dare, rivestendo la sua tragedia di forza etica per la polis ateniese del V secolo.
A proposito dell'origine della sofferenza, nella mentalità più arcaica e anche contemporanea di Eschilo si definiva hýbris (in greco antico: ὕβρις?) quell'accecamento mentale che impedisce all'uomo di riconoscere i propri limiti e di commisurare le proprie forze: chi ha ambizioni troppo elevate e osa oltrepassare il confine posto dagli dei pecca di hýbris e incorre in quella che viene chiamata “invidia degli dei” (in greco antico: φθόνος θεῶν?, phthónos theôn), una divinità “invidiosa” del potere umano che, come tale, è determinata ad abbatterlo con prepotente capriccio. Da qui, secondo questa teoria, la causa della sofferenza umana.
Eschilo però rinuncia a questa teoria e mostra invece come le azioni delle divinità sugli uomini non sono prodotte da semplice invidia, ma sono conseguenze edificanti di una colpa umana, in quanto gli dei sono assoluti garanti di giustizia e di ripristino dell'ordine, e dunque alla hýbris corrisponde sempre il saggio ammaestramento divino, attraverso la punizione. Giustizia (in greco antico: δίκη?, díkē), insomma, è la legge che gli dèi impongono al mondo e che spiega la casualità degli avvenimenti, apparentemente inesplicabile, regolando con bilance esattissime la colpa e la punizione, rivelandosi allora come un immanente ingranaggio che non lascia scampo a chi si è macchiato di una colpa o a chi ne "eredita" una commessa dai propri antenati (Eschilo mantiene, infatti, l'antica idea che la condanna del delitto travalichi la colpa immediata dell'individuo che l'ha commessa, propagandosi sull'intera stirpe: così, anche la vittima incolpevole si lega al male ed è costretta a commettere a sua volta una colpa, di cui comunque si rivela cosciente e perciò consapevole e responsabile, seppure dietro lo schermo della “necessità”).
Alla luce della funzione edificante della punizione è chiaro che attraverso il dolore, che ogni uomo è destinato a soffrire, l'essere umano matura la propria conoscenza (πάθει μάθος, pàthei màthos): si rende cioè conto, scontando la propria pena, dell'esistenza di un ordine perfetto e immutabile che regge il suo mondo.